# Augustyn Grimaldi
Augustyn Grimaldi (ur. 1482, zm. 14 kwietnia 1532) – biskup Grasse od 1505, regent-senior Monako od 22 sierpnia 1523 do swojej śmierci.
Augustyn (wł. Agostino) był synem Lamberta Grimaldi (1420-1494), seniora Monako i Klaudyny Grimaldi (1451-1515), dziedziczki Monako. Dwaj jego bracia, Jan II (1458-1505) i Lucjan (1482-1523) byli seniorami Monako.
Augustyn został regentem-seniorem Monako po tragicznej śmierci brata Lucjana w dniu 22 sierpnia 1523 r. w imieniu swojego bratanka Honoriusza I. Miesiąc później mieszkańcy Monako, Menton i Roquebrune złożyli mu przysięgę wierności. Wysłał emisariusza do papieża Klemensa VII w sprawie zgody na łączenie funkcji kościelnej i świeckiej. Papież w bulli wydanej w dniu 19 lutego 1524 r. zgodził się na pełnienie przez Augustyna władzy.
W 1524 r. doszło do zmiany w stosunkach z Francją. Król Franciszek I Walezjusz, walcząc z cesarzem Karolem V, zażądał od Augustyna zgody na obsadzenie twierdzy Monako jego załogą wojskową. Augustyn zadawał sobie sprawę z niebezpiecznej sytuacji dla suwerenności seniorii. Czynił bezskuteczne starania o pochwycenie i ukaranie Bartłomieja Dorii, mordercy jego brata. Nie otrzymując pomocy ze strony Franciszka I w tej sprawie,  postanowił szukać  porozumienia z Karolem V. Wysłał krewnego Leonarda Grimaldi do Hiszpanii, który podpisał traktat w Burgos 7 czerwca 1524 r. Monako traciło swoją suwerenność i przechodziło w lenno cesarskie. Karol żądał złożenia hołdu lennego od Augustyna. Senior nie zgadzając się wysłał do Hiszpanii jurystę Piotra Collę celem renegocjacji traktatu.
Na terenie Prowansji i Sabaudii doszło do walk wojsk francuskich i cesarskich. Monako było ważnym punktem w tej wojnie. W czerwcu 1524 r. flota cesarska wypłynęła z Genui do Monako. Przywiozła działa i materiały do odparcia ataku floty francuskiej. Postawa procesarska Augustyna w tej wojnie spowodowała ustępstwa i rewizje układu z Burgos. Karol V Habsburg ratyfikował układ  w Tordesillas 5 listopada 1524 r. Uznawał w nim formalną niezależność Monako. Augustyn ratyfikował ten układ 10 kwietnia 1525 r. W ten sposób Monako znalazło się pod zwierzchnictwem Hiszpanii do 1641 r.
Cesarz Karol V Habsburg w drodze z Hiszpanii do Bolonii zatrzymał się w Monako 5 sierpnia 1529 r. Przez cztery dni Augustyn uroczyście gościł cesarza. Chcąc uhonorować seniora-biskupa, Karol V zabiegał dla niego w Rzymie o kapelusz kardynalski. Nie udało się. Po podpisaniu pokoju francusko-hiszpańskiego 3 sierpnia 1529 r. Francja dawała gesty przyjaźni wobec Augustyna.
Blanka de Tourette, jego siostra, planowała ożenek bratanka Honoriusza z Klaudyną, córką księcia de Tende, gubernatora Prowansji. Zapewne te plany były akceptowane przez seniora, ale nie przez dwór hiszpański. Augustyn zmarł nagle 14 kwietnia 1532 r. (prawdopodobnie otruto go), co spowodowało przekreślenie planów matrymonialnych bratanka. Kolejnym regentem został Mikołaj Grimaldi, po 9 dniach obalony przez przeciwnika Augustyna, Stefana z genueńskiej gałęzi rodziny.